# Bătălia de pe Valea Prahovei (1916)
Bătălia de pe Valea Prahovei, numită uneori și Bătălia de la Predeal, s-a desfășurat între 9-25 octombrie 1916 și a avut ca rezultat zădărnicirea încercării Armatei 9 germane de forțare a Munților Carpați pe „cel mai scurt drum spre București”, în ea fiind angajate forțele Armatei 2 române și forțele Armatei 9 germane.

## Contextul operativ strategic

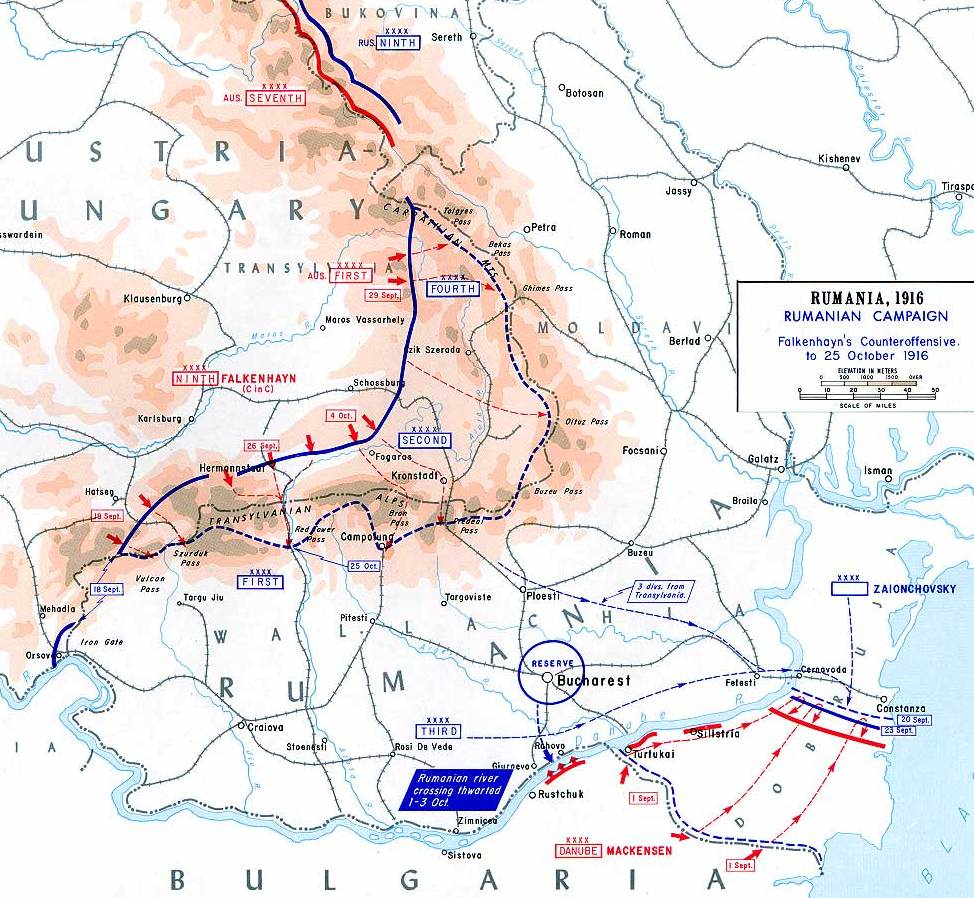
Contraatacul Puterilor Centrale, septembrie-octombrie 1916

Bătălia de pe Valea Prahovei a făcut parte din operația de apărare a trecătorilor din Munții Carpați, cea de-a treia operație de nivel strategic desfășurată de Armata României în campania anului 1916. Ea s-a desfășurat începând cu a doua decadă a lunii septembrie și până la începutul lunii octombrie 1916, având trei obiective principale: oprirea ofensivei declanșate de inamic pe frontul din Transilvania, menținerea și consolidarea unui dispozitiv defensiv pe aliniamentul  Munților Carpați și crearea condițiilor pentru reluarea inițiativei strategice și trecerea la ofensivă.:pp 472-473
Gruparea de forțe inamică era comandată de arhiducele Carol, moștenitorul tronului austro-ungar și era formată din trei armate: Armata 7 austro-ungară, acționând în Bucovina, Armata 1 austro-ungară acționând între Târnava Mare și Olt și Armata 9 germană acționând în partea sudică a frontului, aflată sub conducerea generalului Erich von Falkenhayn, proaspăt demis din funcția de  șef al Statului Major general.:pp 23-27
Planul de operații al Puterilor Centrale prevedea în faza inițială o dublă ofensivă. Prima dintre acestea era a Armatei 1 austro-ungară în zona Trotuș-Oituz având ca scop ocuparea acestei trecători și ulterior interceptarea comunicației de pe Valea Siretului pentru a preveni sosirea ajutoarelor ruse. Cea de-a doua urma să fie desfășurată de Armata 9 germană și avea ca obiectiv „deschiderea drumului peste munți spre București, pe calea cea mai scurtă, astfel ca întreg teritoriul de vest al Munteniei să fie tăiat ca de un cuțit”. Dacă aceste două operații reușeau, planul prevedea o a treia operație care consta în trecerea Dunării de către forțele aflate sub comanda lui Mackensen și desfășurarea unui atac concentrat asupra Bucureștiului.:p. 394
Planul general al ofensivei Armatei 9 germane prevedea „trecerea munților odată cu inamicul, sau în cel mai rău caz înainte ca el să aibă timpul a se instala în lucrările de fortificație existente pe înălțimile trecătorilor de pe granițe”.:p. 105 În acest scop urmau să fie atacate succesiv forțele românești care apărau trecătorile Carpaților Meridionali, în vederea ocupării prin surprindere a uneia dintre acestea și facilitarea astfel a trecerii grosului forțelor germane la sud de Carpați.:pp 105-132
Planul de operații român prevedea trecerea la apărarea strategică pe întreg frontul de nord și menținerea de către cele trei armate (1, 2 și de Nord) a aliniamentului Carpaților până la sosirea iernii „când zăpezile mari ce vor cădea peste munți vor opri operațiile”.:p. 391

## Forțe participante

### Dispozitivul forțelor române

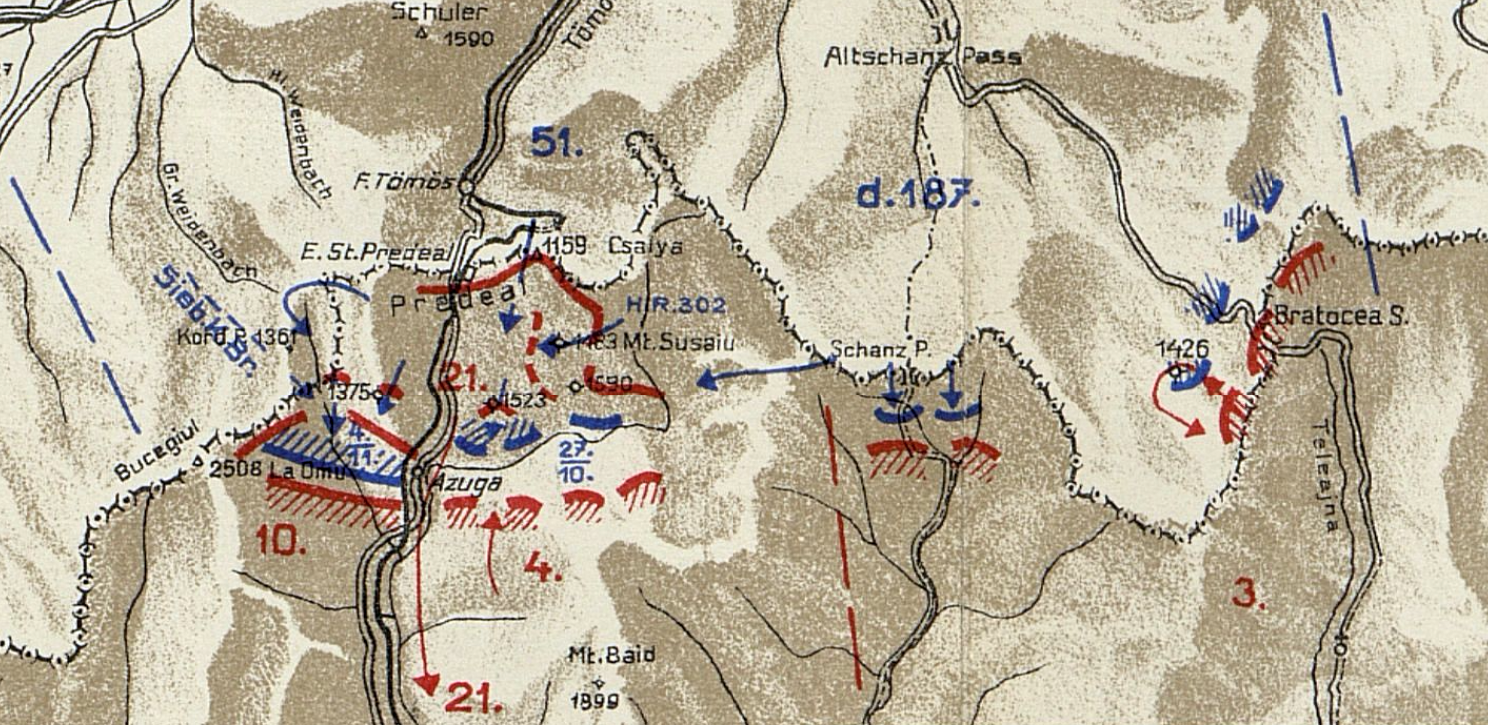
Desfășurarea aucțiunilor militare

Forțele române erau reprezentate de Grupul Prahova (comandant general de brigadă Arthur Văitoianu), ocupând un dispozitiv de luptă centrat pe șoseaua Ploiești - Brașov, cu  Divizia 10 Infanterie (comandant general de brigadă Emanoil Manolescu Mladian) în flancul drept și Divizia 21 Infanterie (comandant general de brigadă Dimitrie Lambru) în flancul stâng.:pp 450-454
Ambele divizii făcuseră parte din gruparea de forțe destinată operației de la Flămânda și fuseseră aduse pentru a înlocui resturile Diviziei 4 care se retrăseseră în debandadă după pierderea bătăliei de la Brașov. După cum arăta istoricul Constentin Kirițescu:
Din fericire, abandonarea planului loviturii de la Flămânda punea la dispoziția Marelui Cartier câteva divizii și un comandant capabil. Trupe și comandant fură trimise în cea mai mare grabă la punctul primejduit ca să scutească țara de rușinea de a fi invadată de dușman, la o lună și jumătate de la intrarea ei în război. [...] Comanda Armatei a II-a reconstruită era încredințată din nou generalului Averescu. Paza „drumului celui mai scurt” spre Capitală era încredințată în mâini sigure, tot așa cum era și cea a porților Moldovei [Armata de Nord condusă de generalul Prezan, n.n.]:p. 410
Constantin Kirițescu, Istoria războiului pentru reîntregirea României

### Dispozitivul forțelor germane
Pentru atacul pozițiilor românești, comandamentul german destinase forțele principale ale Armatei 9: Corpul XXXIX Rezervă cu două divizii de infanterie - Divizia 187 Rezervă și Divizia 51 Honvezi și o importantă grupare de artilerie.

## Comandanți

### Comandanți români
Comandant al Grupului Prahova

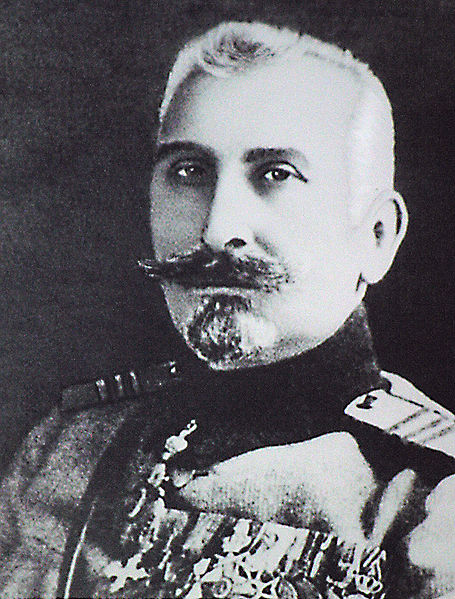
Generalul Arthur Văitoianu

- General de brigadă Arthur Văitoianu

Comandanți de divizie
- Divizia 10 Infanterie - General de brigadă Emanoil Manolescu Mladian
- Divizia 21 Infanterie - General de brigadă Dimitrie Lambru

### Comandanți ai Puterilor Centrale
Comandant al Armatei 9
- General de infanterie Erich von Falkenhayn

Comandanț al Corpului XXXIX Rezervă
- General de infanterie Hermann von Staabs

Comandanți de divizie
- Divizia 187 Rezervă - General locotenent Edwin Sunkel
- Divizia 51 Honvezi - General de brigadă Béla Tanárky

## Rezultate și urmări

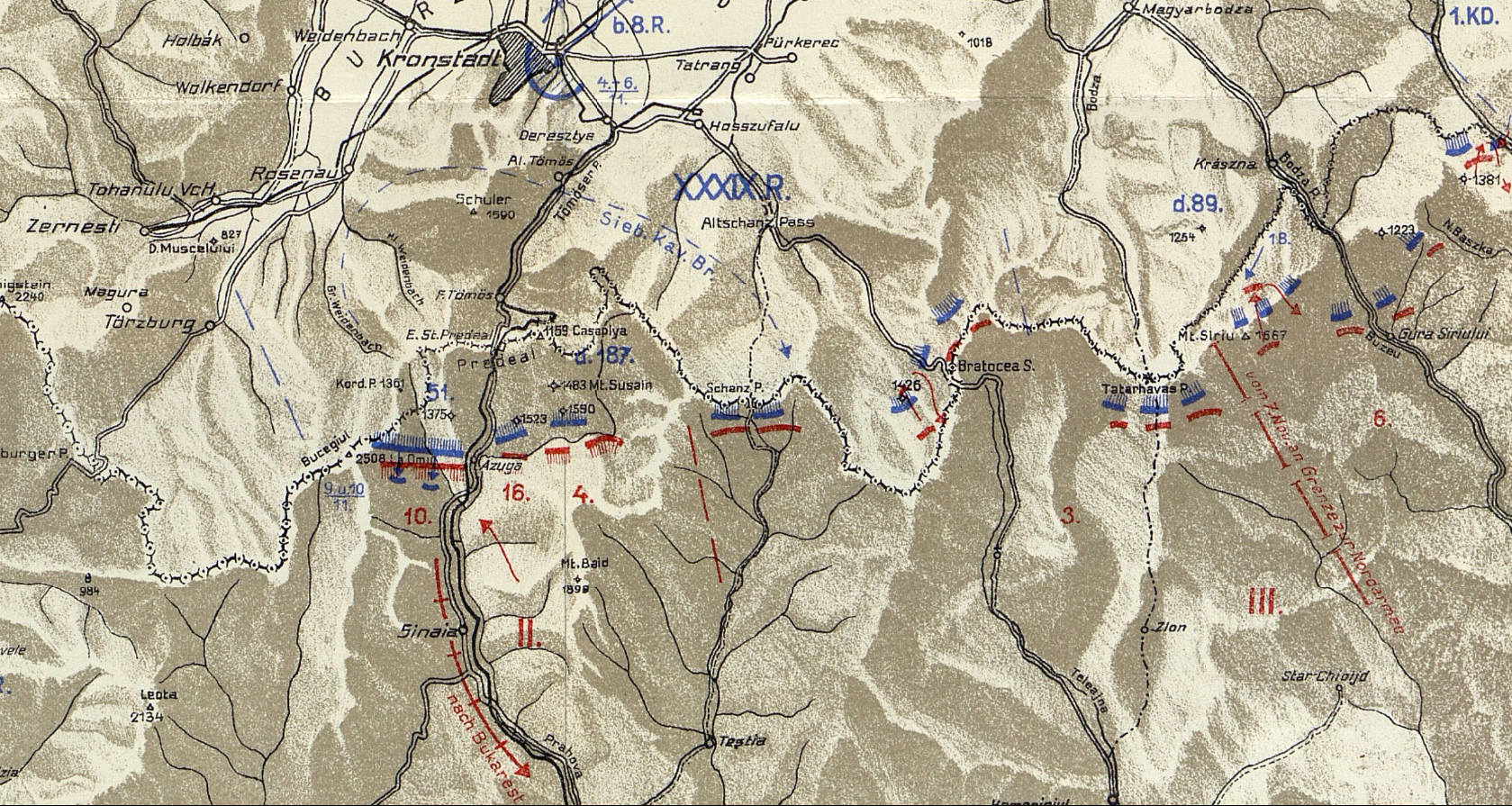
Situația frontului în noiembrie 1916

După atacuri susținute din partea forțelor germane, acestea nu au putut străpunge apărarea trupelor române, rezultatul fiind stoparea ofensivei cu un câștig tactic nesemnificativ de numai patru kilometri, noua linie a frontului fiind pe aliniamentul Clăbucet - Azuga, cu poziții întărite foarte puternice pentru trupele române.:p. 241
Eșecul operației avea să fie recunoscut și de comandantul Armatei 9 germane, generalul Erich Falkenhayn, care arăta în memoriile sale că: 
Corpul 39 rezervă nu a făcut nici un progres important, cu toată presupunerea că trecătoarea Predeal va cădea curând în mâinile noastre. [...] După succese cu rezultate schimbătoare în luptele zilnice ce se desfășurau acolo am trebuit să recomand Diviziei 89, după propunerea ei, să oprească atacurile și să treacă în defensivă. Altfel trebuia să mă tem de pierderea efectivului ei.:p. 118, 128
General Erich Falkenhayn, Campania Armatei a 9-a împotriva românilor și a rușilor